# Senyal de mode comú

Senyals en mode diferencial Differential signal and common-mode interference fed into a differential amplifier

El senyal de mode comú és el voltatge comú als dos terminals d'entrada d'un dispositiu elèctric. En telecomunicacions, el senyal de mode comú en una línia de transmissió també es coneix com a tensió longitudinal.
En la majoria de circuits elèctrics, el senyal es transfereix mitjançant una tensió diferencial entre dos conductors. Si les tensions en aquests conductors són U 1 i U ₂, el senyal de mode comú és la meitat de la suma de les tensions:
{\displaystyle U_{\text{cm}}={\frac {U_{1}+U_{2}}{2}}}
Quan es fa referència al comú local o a terra, apareix un senyal de mode comú a les dues línies d'un cable de dos fils, en fase i amb amplituds iguals. Tècnicament, una tensió de mode comú és la meitat de la suma vectorial de les tensions de cada conductor d'un circuit equilibrat a terra local o comú. Aquests senyals poden sorgir d'una o més de les fonts següents:
- Senyals radiats acoblats per igual a ambdues línies,
- Un desplaçament del senyal comú creat al circuit del controlador, o
- Un diferencial de terra entre les ubicacions emissores i receptores.

El soroll induït en un cable, o transmès des d'un cable, sol produir-se en el mode comú, ja que el mateix senyal tendeix a ser captat pels dos conductors en un cable de dos fils. De la mateixa manera, el soroll de RF transmès des d'un cable tendeix a emanar dels dos conductors. L'eliminació dels senyals de mode comú als cables que entren o surten d'equips electrònics és important per garantir la compatibilitat electromagnètica. Llevat que la intenció sigui transmetre o rebre senyals de ràdio, un dissenyador electrònic generalment dissenya circuits electrònics per minimitzar o eliminar els efectes de mode comú.
Mètodes d'eliminació de senyals de mode com:
- Amplificadors o receptors diferencials que responen només a diferències de tensió, per exemple els entre els cables que constitueixen un parell. Aquest mètode és especialment adequat per a instrumentació on els senyals es transmeten mitjançant polarització de CC.
- Un inductor on un parell de cables de senyalització segueixen el mateix camí a través de l'inductor, per exemple, en una configuració de bobinat bifilar com la que s'utilitza en el magnetisme Ethernet. Útil per a senyals de CA i CC, però només filtrarà senyals de mode comú de freqüència més alta.
- Un transformador, que només és útil per a senyals de CA i filtrarà qualsevol forma de soroll de mode comú, però es pot utilitzar en combinació amb una bobina bifilar per eliminar l'acoblament capacitiu de senyals de mode comú de freqüència més alta a través del transformador. S'utilitza en Ethernet de parell trenat.